# 西口镇
西口镇是中华人民共和国山西省忻州市河曲县下辖的一个乡镇级行政单位，原名文笔镇，2021年5月更名为西口镇。

## 行政区划
西口镇下辖以下地区：城关社区、科村、焦尾城村、坪泉村、大东梁村、北元村、南元村、铁果峁村、唐家会村、船湾村、岱狱殿村、邬家沙梁村、蚰蜒峁村、沙畔村和庙龙村。